# 朱塞佩·法瓦利
朱塞佩·法瓦利（Giuseppe Favalli，1972年1月8日—），是一名已退役的意大利足球运动员，司职边后卫，也可客串中卫，曾效力于意甲班霸AC米兰。
法瓦利早年是拉素的主力，曾為球队贏得1999年欧洲优胜者杯，和2000年意甲聯賽冠軍，在左后卫位置上表现出色。及後由於球會財政困難，於2004年轉投國際米蘭。2006年他自由转会至同城对手AC米兰。
2010年夏季，38歲的法瓦利選擇退役，從而結束其長達22年的職業生涯。

## 榮譽
拉素
- 意甲聯賽冠軍:1999-2000
- 意大利盃:1998, 2000, 2004
- 意大利超級盃:1998, 2000
- 歐洲盃賽冠軍盃:1999
- 歐洲超級盃:1999

國際米蘭
- 意甲聯賽冠軍:2005-2006
- 意大利盃:2005,2006
- 意大利超級盃:2005

AC米蘭
- 歐洲聯賽冠軍盃:2007
- 歐洲超級盃:2007
- 國際足協世界冠軍球會盃:2007